# Præsidentvalget i USA 1824
Præsidentvalget i USA 1824 var det 10. præsidentvalg i USA, der blev afholdt fra tirsdag den 26. oktober til torsdag den 2. december 1824. John Quincy Adams blev valgt til præsident d. 9. februar 1825 efter en afgørelse truffet i Repræsentanternes Hus. 
I årene forinden havde landet reelt været regeret af ét parti, det demokratisk-republikanske parti, efter at føderalistpartiet havde opløst sig selv. Ved valget var alle kandidaterne derfor demokratisk-republikanske, der ikke havde kunnet samle sig om en enkelt kandidat. Senere skulle denne opsplitning i partiet manifestere sig i nye partier.
Valget blev især husket for at være det eneste i den amerikanske historie, hvor valget blev truffet af repræsentanternes hus, idet ingen af kandidaterne opnåede absolut flertal. Ligeledes er det første gang, hvor den kandidat, der opnåede det højeste stemmetal og de højeste antal valgmænd, ikke blev valgt til præsident.

## Opstillinger og valgkamp
I 1822 havde politiske kredse i Tennessee udpeget Andrew Jackson som deres kandidat til præsidentvalget i 1824. Det demokratisk-republikanske parti plejede at finde sin præsidentkandidat ved et uformelt møde, men netop på det tidspunkt var der ved at opstå modstand mod denne fremgangsmåde, og en lang række af de delegerede valgte at boycotte nomineringsmødet.
På dette møde blev finansminister William H. Crawford opstillet, men en måned senere opstillede nogle af de fraværende fra Pennsylvania Jackson til valget. Desuden blev udenrigsminister Adams og formanden for Repræsentanternes Hus Henry Clay opstillet, og der var derfor fire kandidater til præsidentvalget. En femte kandidat var på tale, John C. Calhoun, men denne sagde fra, da han opdagede bl.a. Crawfords popularitet i syden. Han valgte i stedet at koncentrere sig om at blive vicepræsident, men lagde sig ikke fast på en fast valgmakker.
Crawfords kandidatur blev svækket af, at han i 1823 var blevet ramt af et slagtilfælde, som han ganske vist var kommet sig over igen. Ligeledes var det problematisk, at den vicepræsidentkandidat, der var blevet udpeget sammen med ham, Albert Gallatin, havde trukket sig igen.
Men ellers var valget primært præget af geografiske forskelle i højere grad end politiske uenigheder. Disse eksisterede trods alt, idet kandidaterne blandt andet på toldsatsområdet var meget uenige. Støtten til Adams kom primært i nordøst, Jackson blev foretrukket i syd, vest og den sydlige del af Atlanterhavskysten, Clay havde ligeledes stor opbakning i vest, mens Crawford mest blev støttet i de østlige stater.
I valgkampen blev der blandt andet brugt hyldestsange skrevet på melodien til i forvejen kendte sange fra perioden. Blandt andet Jackson nød godt af dette, idet han var populær fra sin militære karriere i bl.a. kampe mod indianere og for Floridas indlemmelse i Unionen. En anden udbredt propagandaform var aviser, da redaktørerne for disse typisk støttede en af kandidaterne og i øvrigt brugte karikaturtegninger af modstanderne i kampen. Til gengæld var kandidaterne selv, som det var normalt på den tid, ikke selv aktive i valgkampen, men overlod det til frivillige støtter at agitere for sig.

## Valget
Selve valget stemte i alt 365.833 vælgere, og det viste sig ikke overraskende at bekræfte den støtte, der undervejs havde vist sig til hver af kandidaterne. Jackson fik flest stemmer, men til et absolut flertal krævedes 131 valgmænd, og han opnåede kun 99.
| Kandidat            | Stat          | Stemmeantal | Stemmer i procent | Valgmænd |
| ------------------- | ------------- | ----------- | ----------------- | -------- |
| Andrew Jackson      | Tennessee     | 151.271     | 41,3%             | 99       |
| John Quincy Adams   | Massachusetts | 113.122     | 30,9%             | 84       |
| William H. Crawford | Georgia       | 40.856      | 11,2%             | 41       |
| Henry Clay          | Kentucky      | 47.532      | 13,0%             | 37       |
| Øvrige              |               | 13.053      | 3,6%              | 0        |

Samtidig havde Calhoun sikret sig 182 valgmænd i valget til vicepræsident, og han var derfor sikker på denne post.

## Valgets afgørelse
Ifølge forfatningen var det nu repræsentanternes hus, der skulle udpege præsidenten, men her kunne kun de tre med flest valgmænd indgå i afgørelsen. Ironisk nok var den fjerde, Henry Clay, formand for huset og dermed hovedansvarlig for valget.
Clay var stærk modstander af Jackson, idet han ikke mente at ansvaret for at slå 2.500 englændere ihjel i slaget om New Orleans var kvalificerende for at blive præsident. Han valgte derfor at støtte Adams, hvilket kan have været med til at afgøre det. Valget blev afgjort ved, at hver stat skulle pege på én kandidat, og her fik Adams støtte fra 13 stater, Jackson fra 7 og Crawford fra 4.
Afstemningen kom som et chok for Jackson, der havde ventet, at hans flertal også ville sikre ham posten. Der kom rygter frem om, at Clay havde solgt sin stemme til Adams mod at blive udenrigsminister, og Clay blev da også efterfølgende udpeget til denne post vel vidende, at hvis han afslog, ville rygterne ikke stoppe. Posten var uofficielt "tronfølger"-positionen, idet de fire foregående udenrigsministre alle efterfølgende var blevet præsidenter.
Jackson og hans tilhængere beskyldte da også Adams og Clay for korruption, og de brugte dette i de følgende fire år i kampen forud for valget i 1828, hvor Jackson klart besejrede Adams.